# 威廉二世皇冠

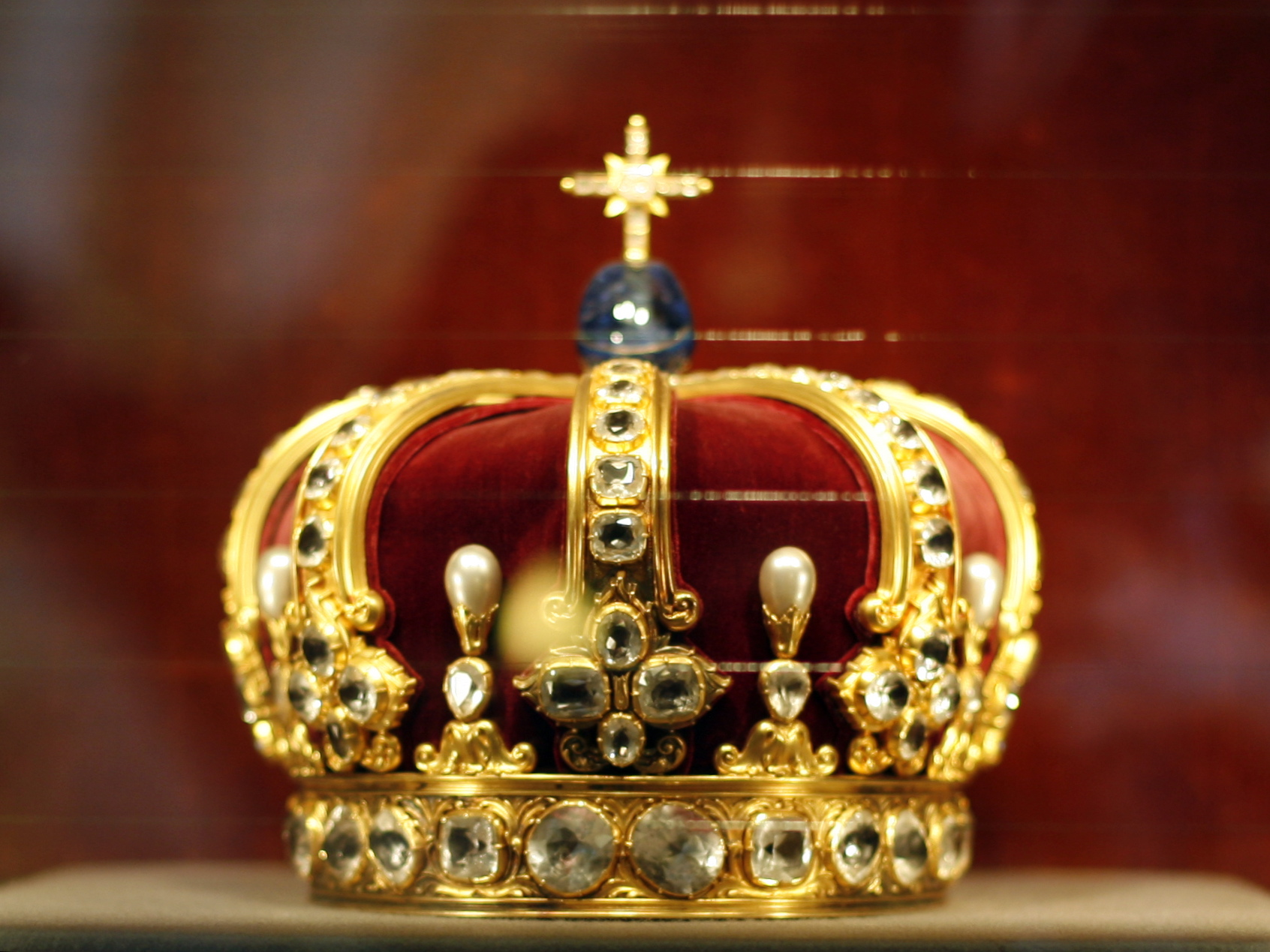
威廉二世皇冠

威廉二世皇冠，又称霍恩索伦皇冠，是为德国末代皇帝威廉二世的加冕仪式而制作的。

## 历史
该皇冠由宫廷珠宝匠制造于1888年，其顶部是一颗巨大的蓝宝石。宝石坐落在八条共镶嵌着142颗钻石的黄金拱之上，拱与拱相间的地方镶嵌着8颗卵形珍珠，底部还有一圈钻石，计18颗。当1918年威廉二世退位后，该皇冠作为其家庭财产得以保留。二战中该皇冠被藏在一座教堂的墙内，虽然被人发现，但最终还是被被归还给了霍亨索伦家族。现在，它被保存在霍亨索伦城堡内。